# Рухадзе Микола Максимович
Микола Максимович Рухадзе (4 жовтня 1905, станція Каратапа Закавказької залізниці, тепер місто Руставі, Грузія — розстріляний 15 листопада 1955, місто Тбілісі, тепер Грузія) — радянський діяч органів державної безпеки, міністр державної безпеки Грузинської РСР, генерал-лейтенант. Депутат Верховної Ради СРСР 1—3-го скликань (у 1937—1952 роках).

## Біографія
Народився в родині залізничного робітника-чорнороба, вихідця із села Діді-Джихаші Самтредського повіту. У 1914—1918 роках Микола Рухадзе навчався в Другій чоловічій гімназії в Тифлісі. У 1918 році переїхав з родиною в село Діді-Джихаші Самтредського повіту. У 1922 році вступив до комсомолу.
У 1924 році закінчив Батумський гуманітарний технікум.
У липні — грудні 1924 року — діловод управління ощадкас Народного комісаріату фінансів Грузинської РСР у Тифлісі.
З січня до червня 1925 року — відповідальний секретар бюро комсомолу механічного заводу імені Орджонікідзе.
У червні 1925 — лютому 1926 року — інструктор, заступник завідувача організаційного відділу Аджарського обласного комітету комсомолу (ЛКСМ) Грузії.
У березні — грудні 1926 року — завідувач агітаційно-пропагандистського відділу Телавського повітового комітету ЛКСМ Грузії.
У січні — квітні 1927 року — відповідальний перекладач військового трибуналу Кавказької армії.
З березня 1927 року — секретний співробітник, з липня 1927 до грудня 1930 року — уповноважений інформаційно-агентурного відділу — політичного контролю ДПУ Аджарської АРСР.
Член ВКП(б) з вересня 1927 року.
У січні — грудні 1931 року — начальник Кобулетського районного відділу ДПУ Грузинської РСР.
У січні 1932 — квітні 1933 року — начальник секретно-політичного відділу ДПУ Аджарської АРСР.
У квітні 1933 — червні 1934 року — начальник Ланчхутського районного відділу ДПУ Грузинської РСР.
У липні 1934 — березні 1935 року — начальник Махарадзевського районного відділу ДПУ-НКВС Грузинської РСР.
У березні 1935 — жовтні 1937 року — комендант Сухумської прикордонної комендатури і начальник Гагринського міського відділу НКВС Грузинської РСР. 
З жовтня 1937 до вересня 1938 року — керівник групи партійного і радянського контролю при ЦК КП(б) Грузії і член Партійної колегії Комісії партійного контролю при ЦК ВКП(б) по Грузинській РСР.
У вересні 1938 — березні 1939 року — начальник дорожньо-транспортного відділу НКВС по Закавказькій залізниці в Тбілісі.
У березні 1939 — березні 1941 року — начальник слідчої частини НКВС Грузинської РСР.
26 березня — 24 серпня 1941 року — 1-й заступник народного комісара внутрішніх справ Грузинської РСР.
24 серпня 1941 — 28 січня 1942 року — начальник особливого відділу НКВС по Закавказькому (з 30 грудня 1941 року — Кавказькому) фронту.
28 січня 1942 — 29 квітня 1943 року — начальник особливого відділу НКВС по Закавказькому військовому округу (з 1 травня 1942 року — фронту).
29 квітня 1943 — 22 липня 1945 року — начальник Управління контррозвідки СМЕРШ по Закавказькому фронту.
22 липня 1945 — 6 травня 1946 року — начальник Управління контррозвідки СМЕРШ по Тбіліському військовому округу.
Одночасно, з вересня 1945 до січня 1946 року керував оперативною групою НКВС в окупованому Берліні (Німеччина).
6 травня 1946 — 12 січня 1948 року — начальник Управління контррозвідки МДБ по Закавказькому військовому округу.
12 січня 1948 — 9 червня 1952 року — міністр державної безпеки Грузинської РСР.
11 липня 1952 року заарештований. 19 вересня 1955 року засуджений ВКВС СРСР на процесі в Тбілісі за ст. 58-1 «б», 58-8 до страти. За вироком Військової колегії Верховного суду СРСР 15 листопада 1955 року розстріляний в Тбілісі. Не реабілітований.

## Звання
- майор (22.04.1936)
- капітан державної безпеки (19.07.1939)
- майор державної безпеки (22.10.1940)
- старший майор державної безпеки (13.04.1942)
- комісар державної безпеки (14.02.1943)
- генерал-майор (26.05.1943)
- генерал-лейтенант (2.11.1944—1.10.1955)

## Нагороди
- п'ять орденів Червоного Прапора (13.12.1942, 8.03.1944, 31.07.1944, 21.05.1947, 24.08.1949)
- два ордени Вітчизняної війни І ст. (28.10.1943, 13.09.1945)
- два ордени Червоної Зірки (22.07.1937, 3.11.1944)
- медаль «За відвагу»
- медаль «За оборону Кавказу»
- медаль «За перемогу над Німеччиною у Великій Вітчизняній війні 1941—1945 рр.» (1945)
- медаль «30 років Радянській Армії та Флоту»
- медалі
- знак «Почесний працівник ВНК—ДПУ (XV)» (2.03.1936)